# John Henry Twachtman

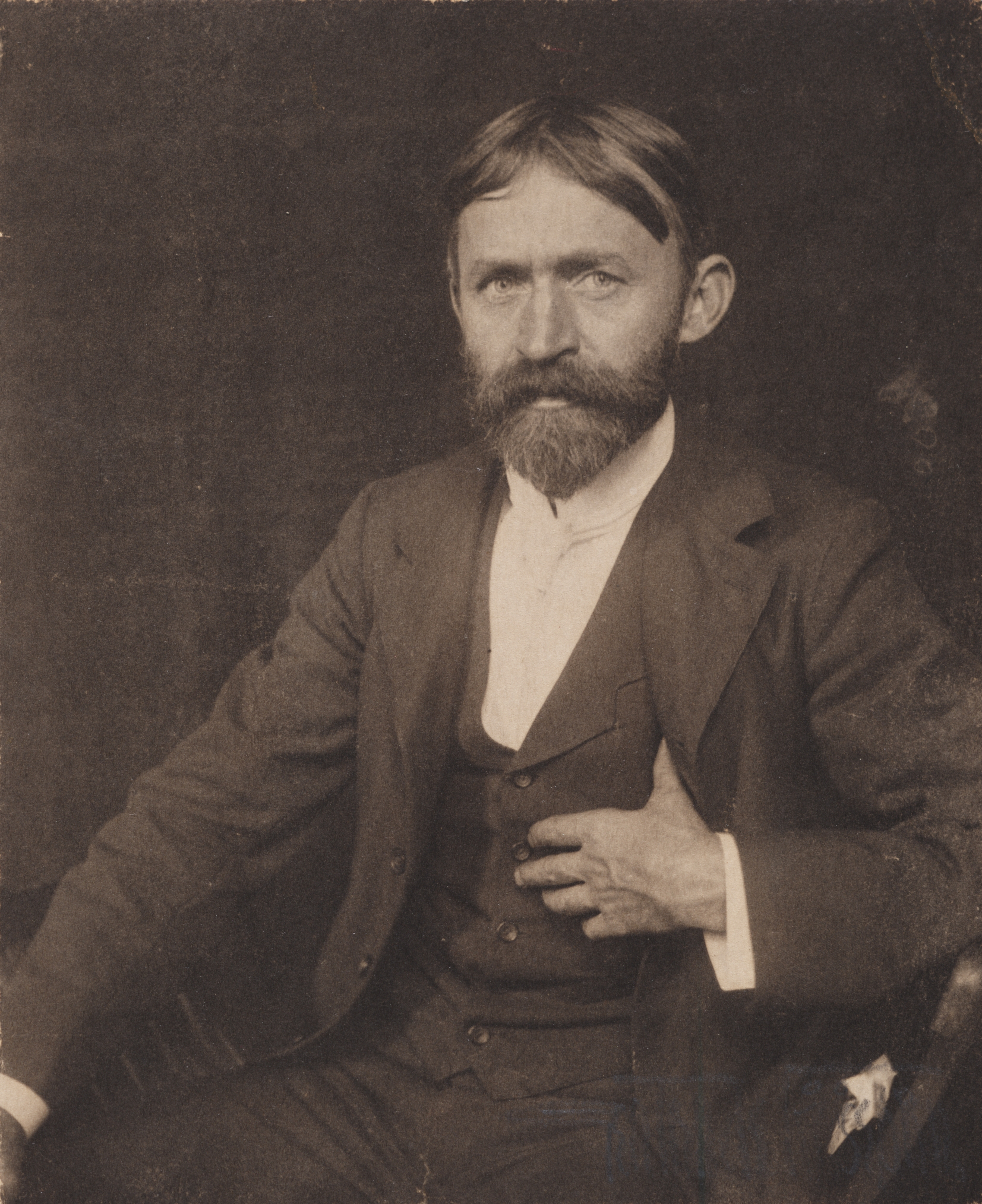
John Henry Twachtman,
Fotografie von Gertrude Käsebier, um 1900

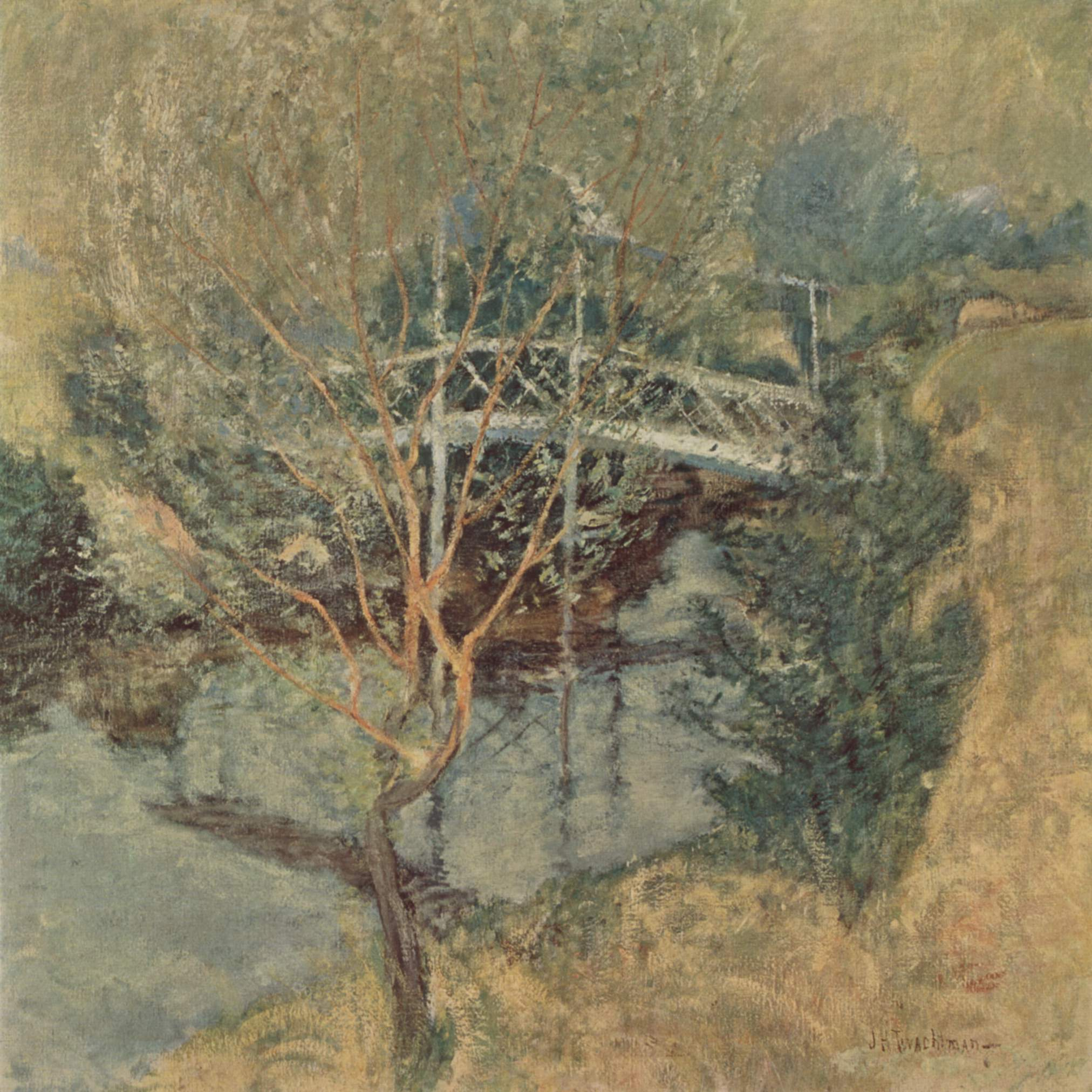
John H. Twachtman: Die weiße Brücke

John Henry Twachtman (* 4. August 1853 in Cincinnati; † 8. August 1902 in Gloucester, Massachusetts) war ein amerikanischer Maler und Radierer des Impressionismus, besonders Landschaftsbilder.
Seine ersten Unterweisungen erhielt er von Frank Duveneck.
Er studierte ab 1875 an der Akademie der Bildenden Künste in München bei Ludwig von Löfftz und in Paris (Académie Julian 1883 bis 1885). Twachtman war Mitglied der Ten American Painters. 1886 kehrte er in die Vereinigten Staaten zurück. 1898 wurde er in das National Institute of Arts and Letters gewählt.